# 萨勒瓦·纳赛尔
萨勒瓦·艾伊德·纳赛尔（英語：Salwa Eid Naser，1998年5月23日—），巴林女子田径运动员，主攻400米赛跑项目。她生于尼日利亚，在尼日利亚居住期间，她使用这一名字。她的父亲是巴林人，母亲是尼日利亚人。2014年，她获得巴林国籍，开始代表巴林比赛。同时她也将其名字改为现名，并开始信奉伊斯兰教。纳赛尔对自己的新国籍很满意，在和她同样来自尼日利亚的归化巴林选手克米·阿德科亚表达其对原来的国家的田径协会的不满的时候，纳赛尔称自己对于尼日利亚田径协会没什么意见。